# Silke Renk
Silke Renk, född den 30 juni 1962 i Querfurt, är en tysk före detta friidrottare som under 1990-talet tävlade i spjutkastning. Under början av sin karriär representerade hon Östtyskland.
Renk deltog vid Olympiska sommarspelen 1988 i Seoul där hon slutade på femte plats. Hon deltog även vid EM 1990 i Split där hon slutade på fjärde plats. En framgång blev VM 1991 i Tokyo där hon blev bronsmedaljör. 
Hennes karriärs höjdpunkt blev Olympiska sommarspelen 1992 i Barcelona där hon i sista omgången kastade 68,34 m, åtta centimeter längre än Natalia Sjikolenko som då ledde tävlingen. Kastet räckte till seger. Hennes sista mästerskap dit hon kvalificerade sig blev VM 1993 där hon slutade på en sjätte plats.